# Rossella Sessa
Maria Rosa Sessa, detta Rossella (Salerno, 15 ottobre 1973), è una politica italiana.

## Biografia
Laureatasi in economia aziendale all'Università di Salerno nel 1998, collabora come cultrice della materia in Economia politica alla facoltà di Sociologia dal 2000 al 2004. Abilitata alla professione di dottore commercialista e di revisore dei conti, dal 2005 è funzionaria del Formez.. 
Dal 2008 ha militato nella sezione locale di Forza Italia e del PdL, occupandosi di famiglia e formazione. Nel 2016 si candida con Forza Italia alle elezioni comunali di Salerno, in sostegno al candidato sindaco Roberto Celano, non risultando eletta al Consiglio comunale.
Alle elezioni politiche del 2018 si candida alla Camera dei deputati nelle file di Forza Italia nella circoscrizione Campania 2, alla quarta e ultima posizione del listino proporzionale del Collegio plurinominale Campania 2 - 03, che riesce inizialmente ad eleggere i candidati fino alla terza posizione. Entra in Parlamento quasi quattro anni più tardi, subentrando al deputato Enzo Fasano, deceduto il 23 gennaio 2022, esattamente alla vigilia della prima votazione dell'elezione del Presidente della Repubblica. La proclamazione è avvenuta il 25 gennaio.
Il 27 luglio 2022 abbandona Forza Italia a seguito della decisione da parte del partito di non partecipare al voto di fiducia richiesto dal governo Draghi al Senato il 20 luglio dello stesso anno. Aderisce quindi, con altri fuoriusciti da Forza Italia, ad Azione di Carlo Calenda, iscrivendosi al gruppo misto alla Camera dei Deputati. 
Alle elezioni politiche del 2022 viene candidata al Senato con la lista elettorale Azione - Italia Viva nel collegio proporzionale Campania 2, non risultando eletta. L'esperienza con Azione si chiude nel giugno del 2023, e nell'agosto 2023 annuncia il ritorno in Forza Italia.

## Posizioni e idee politiche
È considerata politicamente vicina a Mara Carfagna ed è attiva nel combattere la violenza sulle donne.